# Drolma Lizcano
Drolma Lizcano (Garrotxa, 1987) és una empresària catalana, directora executiva de l’empresa de cosmètica natural ALQVIMIA, fundada pel seu pare l’any 1984. Es va formar en Gestió Empresarial a la Universitat de Kingston i en Màrqueting Estratègic a la Universitat de Greenwich, a Londres, i va iniciar la seva trajectòria professional a The Body Shop. L’any 2013 es va incorporar a ALQVIMIA i en fou nomenada directora executiva el 2015. Des de la seva incorporació, ha impulsat l’adopció de la holocràcia com a model de gestió i ha representat l’empresa en diversos fòrums. Durant el seu període com a directora, ALQVIMIA ha obtingut diversos reconeixements en l’àmbit empresarial i de la responsabilitat social. L’empresa manté una línia basada en l’aromateràpia, la sostenibilitat i el desenvolupament de formulacions naturals, i ha ampliat la seva presència internacional a més de 22 països.

## Reconeixements
- Inclosa a la llista de les 100 dones catalanes més influents segons la revista Forbes (2025).[5]
- Premi a la Responsabilitat Social per PIME de Respon.cat (2023).[6]
- Premi Diamante de Excelencia de l’Asociación Española del Lujo (2022).[6]
- Premi FIDEM a l’empresa familiar (2020).[6]
- Premi Garrotxí de l’Any (2019).